# Geórgiosz Piszidész
Geórgiosz Piszidész (Γεώργιος Πισίδης, Jeórjiosz Piszídisz) 7. századi bizánci költő.
Piszidiában született (innen ered a mellékneve), és a konstantinápolyi Hagia Szophia-templom diakónusa és könyvtárosa volt Hérakleiosz bizánci császár (ur.: 610–641) idejében. A bizánci irodalom legkiválóbb költőjének tartják, ki kora nevezetes eseményeit (Hérakleiosz perzsiai hadjáratát és győzelmeit II. Huszrau szászánida király fölött, az avarok 626-os támadását Konstantinápoly ellen) énekelte meg. Írt ezen kívül vallásfilozofiai műveket is (Hexaemeron), de legkiválóbb volt az epigramma-költésben, amint ezt egy, a 19. században Athoszon fölfedezett és Párizsba vitt kódexben lévő epigrammái tanúsítják. Többi művét Jacques Paul Migne adta ki a Patrologia Graeca 92. kötetében.